# Suprnova.org
O Suprnova é um grande portal indexador de arquivos de extensão ".torrent", da rede de p2p Bittorrent. Jogos, filmes, músicas, softwares constavam em sua lista. Todos enviados pelos usuários do portal. Como a maioria dos arquivos indexados eram de "distribuição proibida" (como filmes recém lançados no cinema estadunidense) foi retirado do ar por força judicial. Pouco tempo depois surgiram os "discípulos" do Suprnova, como o miniNova.org e Torrentspy.com, dentre outros.

## Reencarnação Oficial do Suprnova
Em 2 de Agosto de 2007, TorrentFreak anunciou que o antigo dono do Suprnova tinha doado o domínio para o The Pirate Bay, que tinha planos de relançar o site. Foi dito que o novo site teria o antigo design do Suprnova, mas teve que passar por algumas atualizações técnicas.
Suprnova ficou online em 21 de Agosto 2007 às 18:03:27 GMT, após o site exibir uma contagem regressiva durante as 20 horas anteriores do seu lançamento pelos administradores do The Pirate Bay
Agora, o site funciona através dos donos do The Pirate Bay.